# Білорусько-литовський літопис 1446 року

Сторінка білорусько-литовського літопису 1446 року

Білорусько-литовський літопис 1446 року (або Білоруський I Літопис) — перший звід білорусько-литовських літописів. Поміщений у Супрасльському, Никифорівському, Віленському, Слуцькому, Літописі Ольшевського та інших списках. Ядром зводу є «Літописець великих князів литовських».

## Основні ідеї
Літописи — загальноруські за своїм характером. Метою було, як вказує В. О. Чемерицький, «створити історію Литви та Литовської Русі (Білорусі та України) в її спадковості з історії Русі Київської». Охоплює період від 1341 до 1430 років.

## Написання літопису
Був складений у Смоленську невідомою духовною особою. Автор підкреслює спадкоємний зв'язок держав Рюриковичів та Гедиміновичів. Особливу увагу приділяє подіям у Полоцькій землі, наводиться історія княжни Рогніди.

## Змістові особливості зводу
До літопису додано два інші твори: «Похвала великому князю Вітовту» та «Літописець великих князів литовських».«Похвала» складена між 1428 та 1430 роками. Автор часто вживає біблійні вислови й алегорії. Він наділяє Вітовта винятковим героїзмом, силою та хоробрістю. Могутність його порівнюється з нестримною течією ріки, а мудрість — з невичерпним морем. Головною ідеєю цього твору є ствердження політичної незалежності Литви від Польщі, правителя якої автор називає «Краківським королем».
«Літописець великих князів литовських» описує політичну історію Литви від смерті Гедиміна 1341 року до кінця XIV століття. «Літописець» написаний невідомим автором у Смоленську в 1420-х рр. Складається із двох частин. У першій описуються міжусобиці й обґрунтовується право Вітовта панувати у державі. Друга частина складається з коротких повідомлень про політичне життя Великого князівства Литовського у останній чверті XIV століття.

## Особливості літопису
- Передача у вигляді оповідань, нерідко — зв'язна оповідь,
- Світський характер, майже відсутні релігійні мотиви та фразеологія,
- Велика кількість вставних епізодів, легенд та переказів.